# Panhard & Levassor Type X19
Der Panhard & Levassor X19 war ein Pkw-Modell von 1912, das bis 1921 gebaut wurde. Hersteller war Panhard & Levassor in Frankreich.

## Beschreibung
Der Motor des Panhard & Levassor X19 ist ein Vierzylinder mit 2155 cm³ Hubraum (70 mm Bohrung, 140 mm Hub); er leistete 10 PS. Wie viele Fahrzeuge aus dieser Zeit hat der Wagen  Frontmotor, Kardanwelle und Hinterradantrieb. Die Besonderheit an der „Kardanwelle“ war, dass die Gelenke durch elastische Gummielemente ersetzt wurden, ähnlich einer Hardyscheibe. Das Getriebe hatte vier Gänge, da Panhard & Levassor insbesondere bei leistungsschwachen Fahrzeugen deutliche Vorteile bei der Beschleunigung sah.
Der Radstand betrug 2792 mm und die Spurweite betrug 1385 mm. Die Reifen hatten die Größe 760 × 90. Das Leergewicht von 700 kg wurde ohne Bereifung angegeben.
Bekannt sind Aufbauten als Limousine als zweisitzige oder viersitzige Variante oder Torpedo.
Der Preis für ein Chassis des X19 lag bei 7.500 Francs in der Grundausstattung mit Bereifung. Der Preis als Landaulet lag bei 12.500 Francs, als Coupé Avant Torpedo bei 13.100 Francs, als zweisitzige Limousine bei 11.600 Francs, als viersitzige Limousine bei 12.300 Francs, als Torpedo bei 10.900 und als Coupé bei 12.500 Francs.
Das Typenprogramm hatte Panhard & Levassor 1913 gegenüber den Vorjahren deutlich gestrafft. So gab es vier Motoren mit Ventilsteuerung mit 10, 12, 24 und 28 CV und drei Motoren mit Knight-Schiebersteuerung mit 15, 20 und 30 CV. Als Karosserievarianten standen Landaulet, Landaulet mit Torpedoausführung, zweisitzige Limousinen, viersitzige Limousinen, Torpedo und Coupévarianten zur Verfügung. Außerdem wurde ein Lieferfahrzeug angeboten.
Durch den Ersten Weltkrieg gingen die Verkaufszahlen zunächst drastisch nach unten und erholten sich erst wieder ab 1919.

## Produktionszahlen X19
Gesamtproduktion 3020 Fahrzeuge von 1912 bis 1921
| Jahr | 1912 | 1913 | 1914 | 1915 | 1916 | 1917 | 1918 | 1919 | 1920 | 1921 | Summe |
| ---- | ---- | ---- | ---- | ---- | ---- | ---- | ---- | ---- | ---- | ---- | ----- |
|      | 1    | 1055 | 770  | 267  | 96   | 39   | 13   | 298  | 441  | 40   | 3020  |